# Долна Баиха
Долна (на руски: Нижняя Баиха) е река в Азиатската част на Русия, Западен Сибир, Красноярски край, десен приток на река Турухан, от басейна на Енисей. Дължината ѝ е 608 km, която ѝ отрежда 124-то място по дължина сред реките на Русия.
Река Долна Баиха води началото си от блата, разположени в южната част на Долноенисейското възвишение, на 123 m н.в., в северозападната част на Красноярски край. По цялото си протежение тече сред силно заблатени местности, със стотици меандри, старици, малки езера и непостоянни острови през Туруханската низина (североизточната част на Западносибирската равнина). По права линия разстоянието от извора до устието ѝ е 153 km, а действителното – 608 km. Влива отдясно в река Турухан (от басейна на Енисей), при нейния 71 km, на 13 m н.в., на 4 km североизточно от село Фарково, Красноярски край.
Водосборният басейн на Долна има площ от 8,07 хил. km2, което представлява 22,54% от водосборния басейн на река Турухан и обхваща северозападните части на Красноярски край.
Границите на водосборния басейн на реката са следните:
- на северозапад – водосборния басейн на река Баиха, десен приток на Турухан;
- на изток и югоизток – водосборните басейни на малки леви притоци на Енисей;
- на запад – водосборния басейн на река Таз, вливаща се в Тазовския залив на Карско море.

Река Долна Баиха получава получава множество притоци, но само 2 от тях са дължина над 100 km.
- 386 → Голяма Черемухова 128 / 820
- 245 → Мерхеки 192 / 1010

Подхранването на реката е смесено, като преобладава снежното. Пълноводието е през юни. Замръзва през октомври, а се размразява през май.
Река Долна Баиха протича през напълно безлюдни райони.